# Lezíria do Tejo

Karta över Portugals kommunalförbund

Lezíria do Tejo (svenska Tejo-flodens översvämningsslätt) är en statistisk underregion (NUTS 3) i södra Portugal.                                                                                                                                                            
Den är en del av den statistiska regionen Alentejo (NUTS 2), och omfattar flera kommuner i distriktet Santarém samt en kommun i distriktet Lissabon.
Ytan uppgår till 4275 km² och befolkningen till 247 453 invånare (2011).
Underregionen (NUTS 3) Lezíria do Tejo sammanfaller geografiskt med Comunidade Intermunicipal da Lezíria do Tejo   ("Lezíria do Tejos kommunalförbund"; ”CIMLT”).
Dess viktigaste orter är Santarém (huvudorten),  Rio Maior, Almeirim  och Cartaxo.

## Kommuner
Lezíria do Tejo omfattar 11 kommuner (concelhos).
- Almeirim
- Alpiarça
- Azambuja
- Benavente
- Cartaxo
- Chamusca
- Coruche
- Golegã
- Rio Maior
- Salvaterra de Magos
- Santarém

## Största orter
- Santarém  (huvudort)
- Almeirim
- Cartaxo
- Rio Maior
- Benavente
- Salvaterra de Magos
- Azambuja
- Coruche

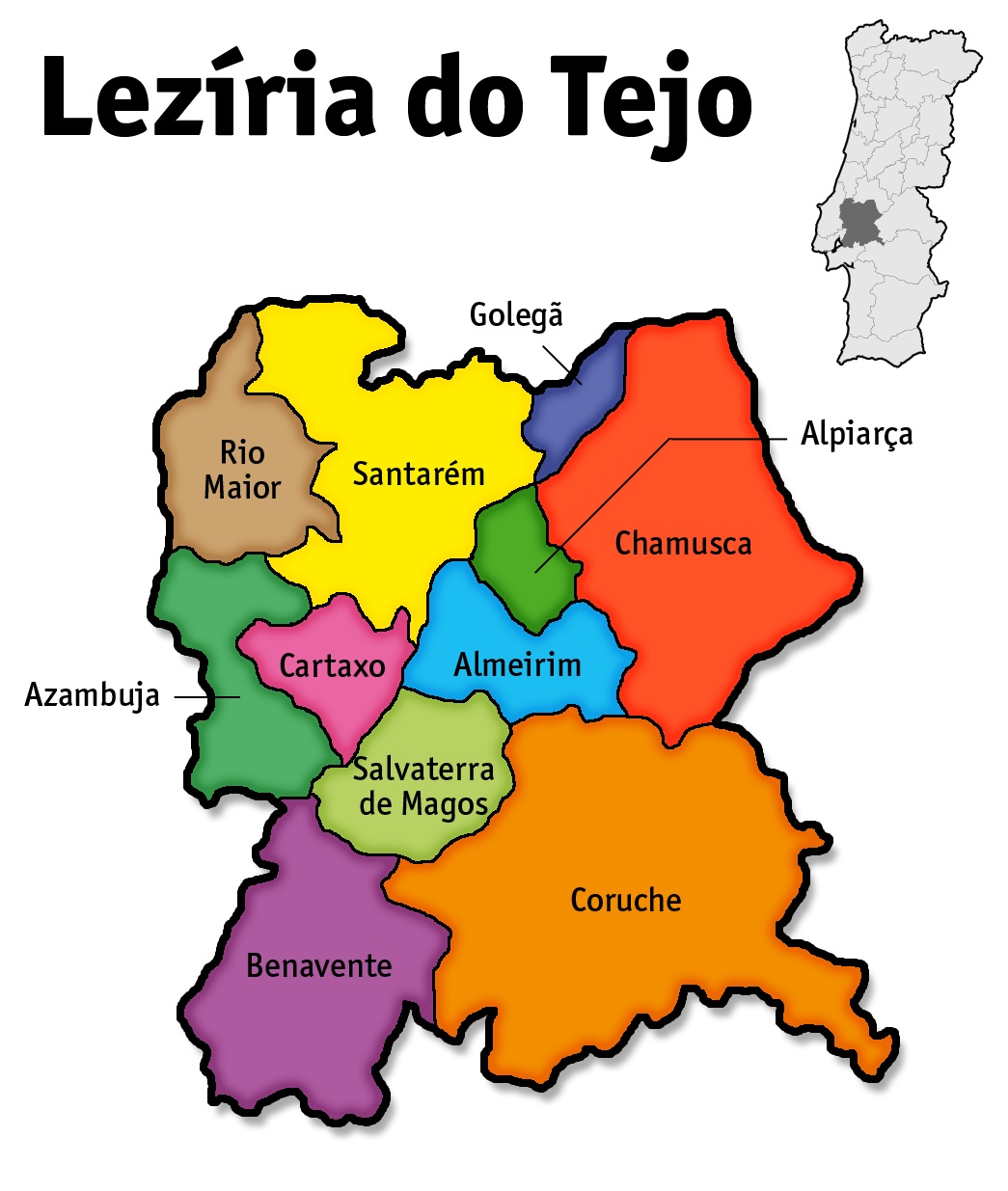
Kommunerna i Lezíria do Tejo
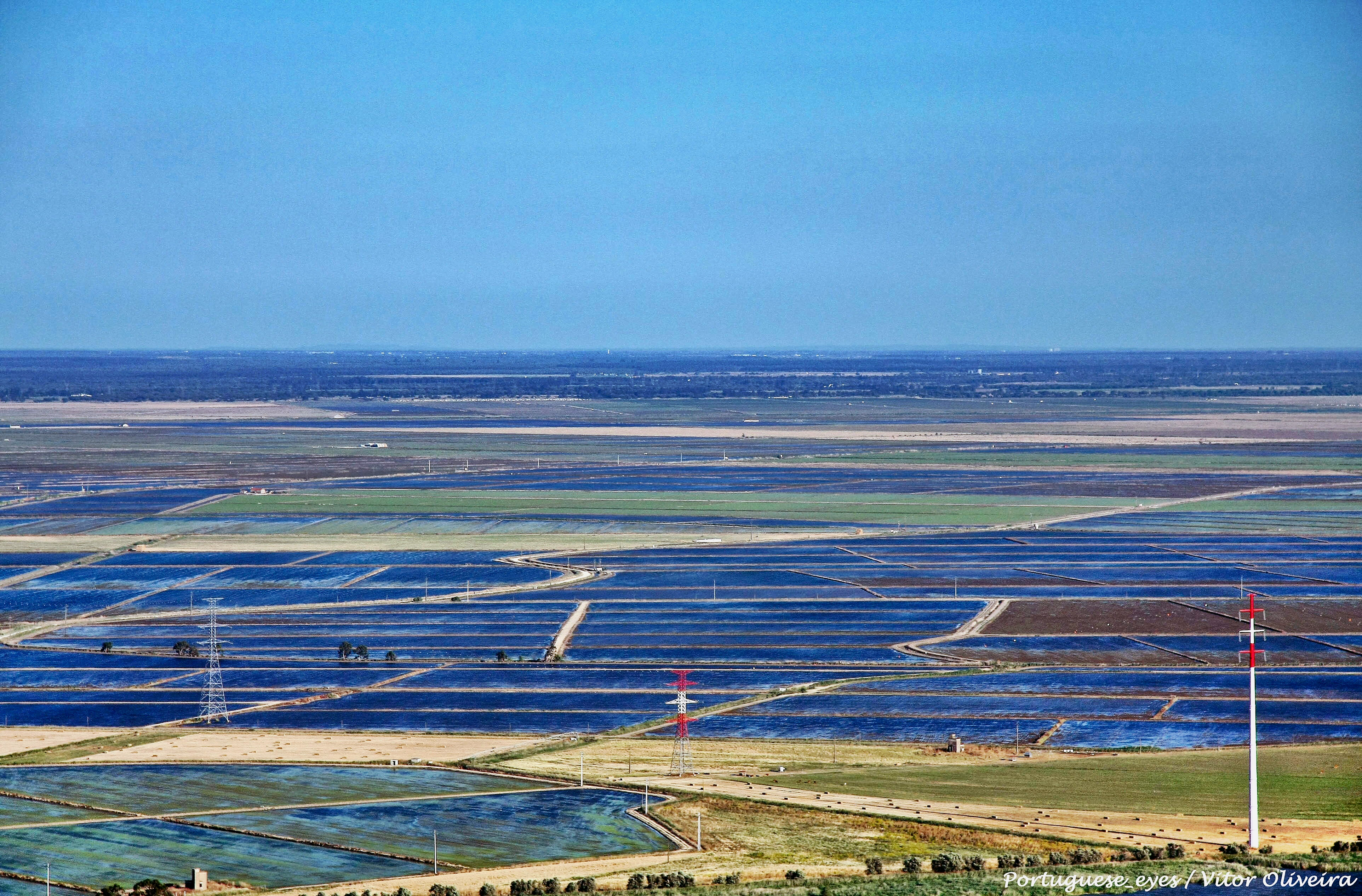
Runt staden Vila Franca de Xira
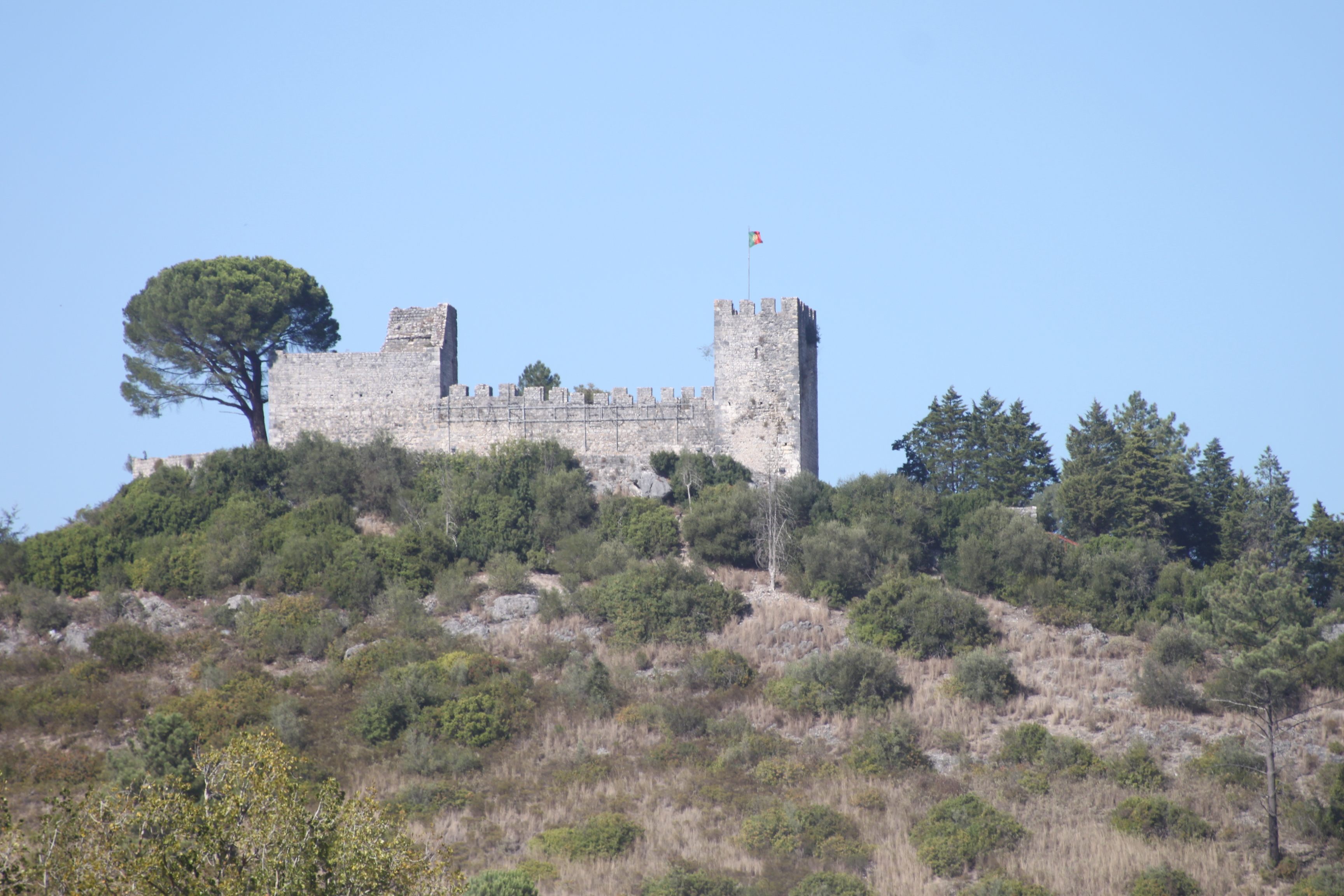
Borgen vid Alcanede
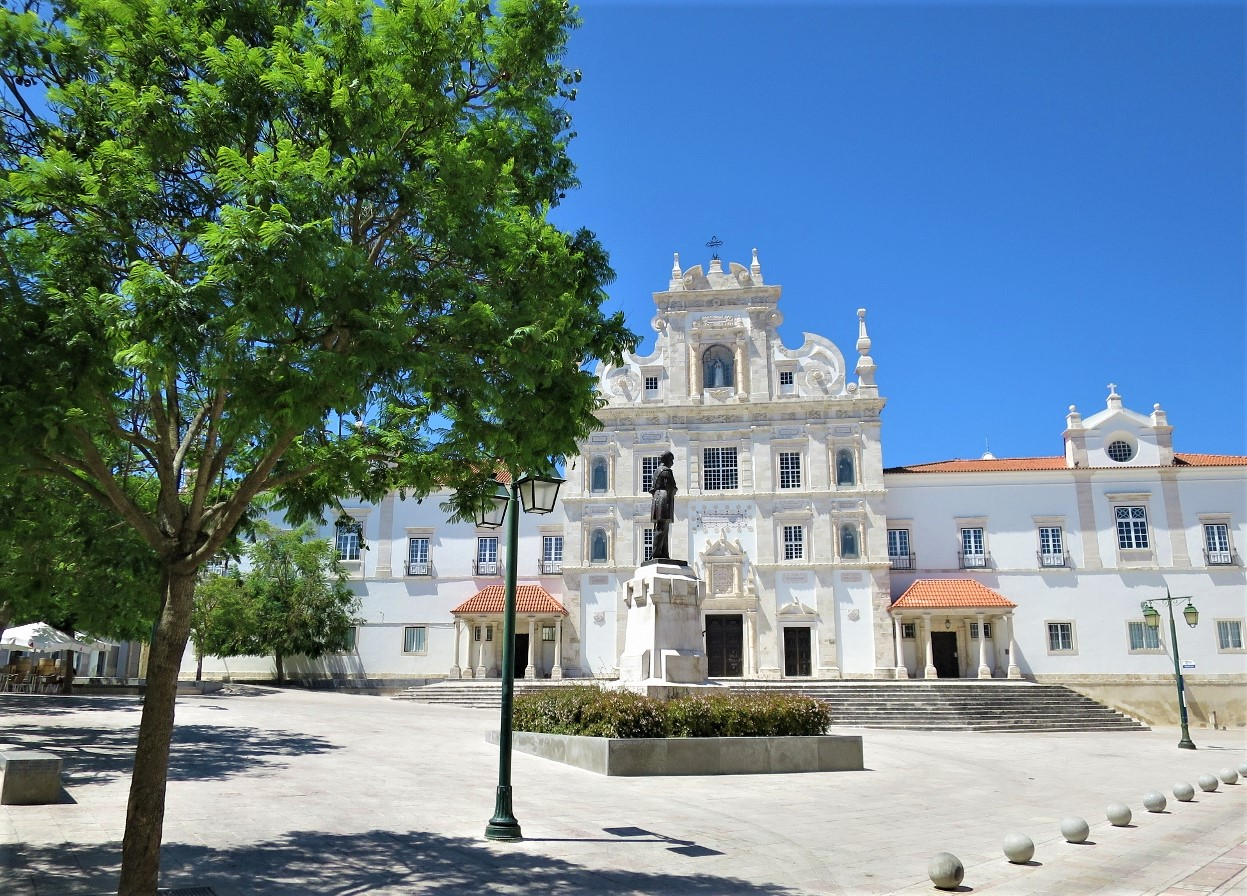
Katedralen i Santarém
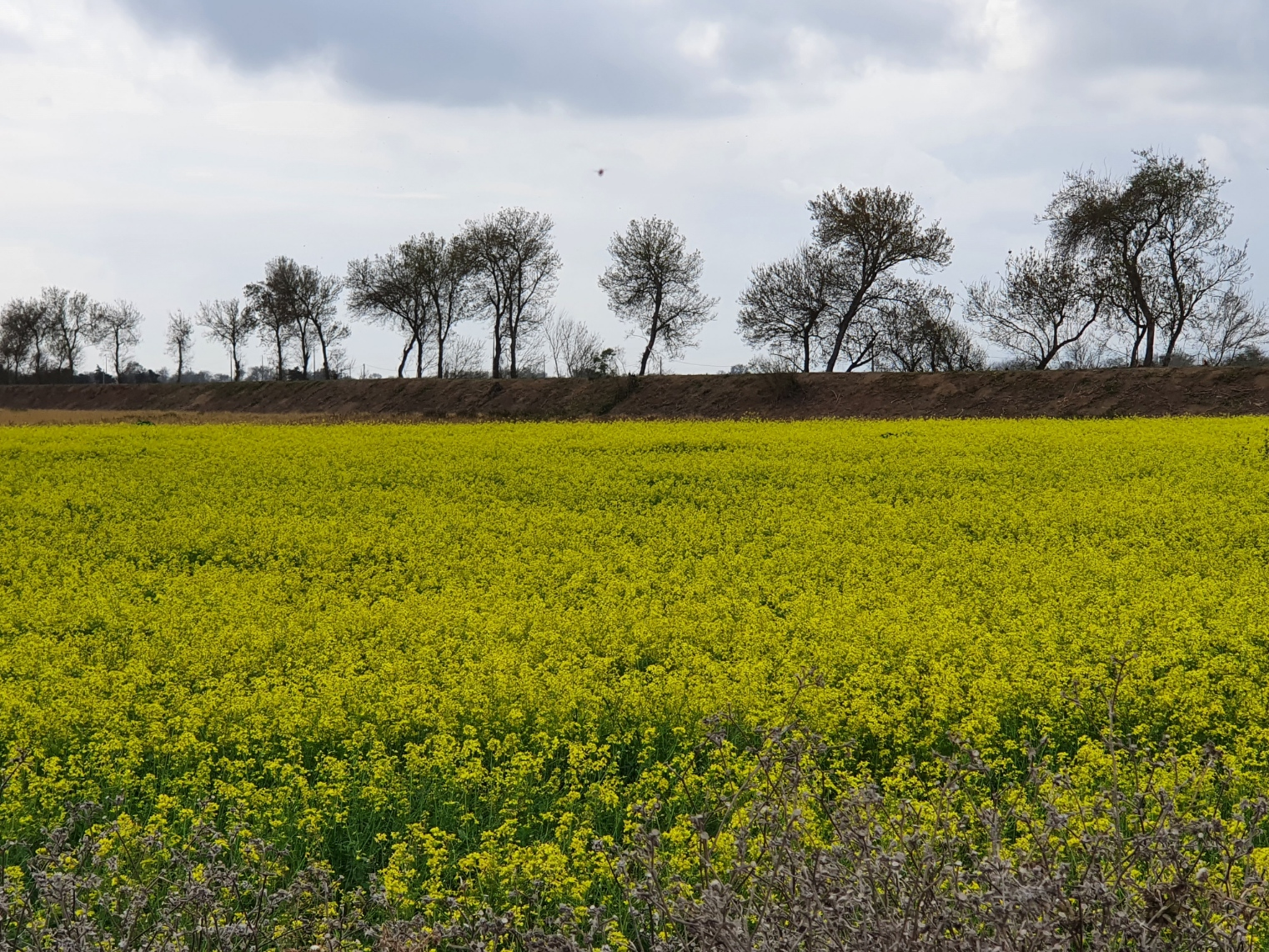
Åkermark i Azambuja
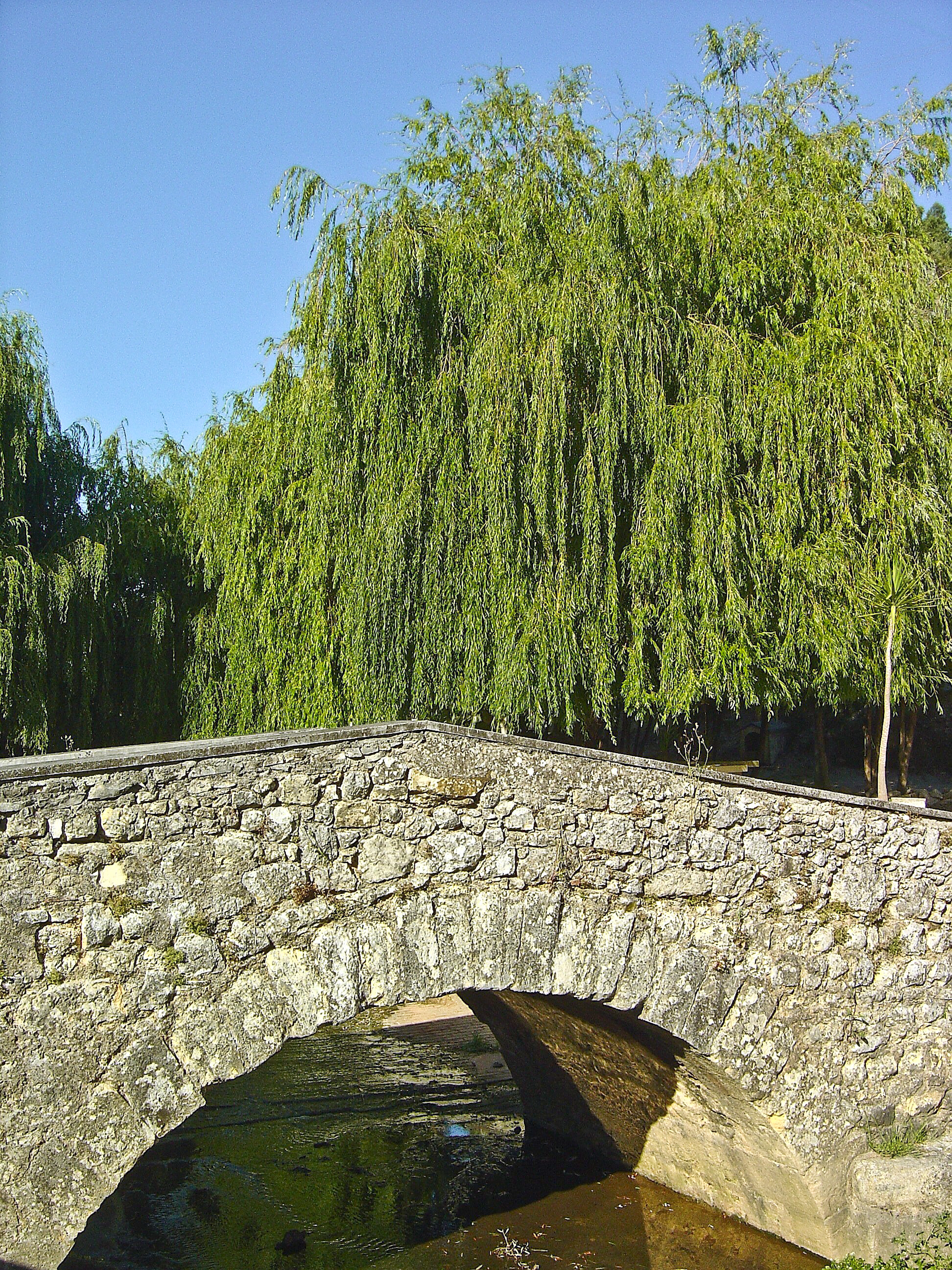
Romersk bro i Alcanede